# Boigu
Boigu è l'unico centro abitato dell'isola di Boigu Island. Esso è il più a nord d'Australia e si trova a soli 5 km dalle coste della Papua-Nuova Guinea presso la foce del fiume Mai Kussa davanti al villaggio di Boigu.
Nel 2001 Boigu aveva 270 abitanti e 283 nel 2006.